# Ерих Ханиш
Ерих Ханиш  (Берлин, 28. март 1909 — ?) бивши је немачки кајакаш који се такмичио на Олимпијским играма 1936. у Берлину. Веслао је у пару са својим земљаком Вилијем Хорном.

## Спортска биографија
Ерих Ханриш и Вили Хорн освојили су сребрну медаљу у дисциплини склопиви кајак Ф-2 на 10.000 м на Летњим олимпијским играма 1936., када су кајак и кану први пут били у званичном програму олимпијских игара.